# Михаил (Космодемьянский)
Епи́скоп Михаи́л (в миру Михаи́л Ива́нович Космодемя́нский или Космодамиа́нский; 1858, Орловская губерния — 22 сентября 1925, Гргетег, Югославия) — епископ Русской православной церкви заграницей, епископ Кавказский и Ставропольский.

## Биография
В 1884 году окончил Санкт-Петербургскую духовную академию со степенью кандидата богословия и определён учителем в 1-е Орловское духовное училище.
С 1895 года — епархиальный наблюдатель церковно-приходских школ Орловской епархии. В этом же году рукоположён во священника.
C 1905 года — епархиальный наблюдатель церковно-приходских школ Ставропольской епархии. С 1904 года — смотритель Ставропольского духовного училища.
В 1906 году возведён в сан протоиерея. Член духовной консистории.
В 1910 году пострижен в монашество и возведён в сан архимандрита.
12 (25) мая 1911 года было учреждено Александровское викариатство Ставропольской епархии; архимандрит Михаил был избран первым викарием. 3 (16) июля 1911 года в Андреевском кафедральном соборе в Ставрополе состоялась его хиротония во епископа Александровского, викария Ставропольской епархии. Хиротонию совершил архиепископ Агафадор, в сослужении епископа Иоанна и епископа Арсения.
Приветствовал февральскую революцию. В своей пасхальной проповеди сравнил самодержавие с «дьявольскими цепями», которыми была окована вся жизнь граждан России. С падением этих пут, по его словам, началось «всестороннее воскресение» государственной, политической, общественной, национальной, вероисповедной и правовой жизни страны.
В мае 1919 года принял участие в Юго-Восточном организационном соборе, состоявшимся в Ставрополе. На 4-м заседании избран кандидатом в члены Временного высшего церковного управления на Юго-Востоке России (ВВЦУ).
После смерти архиепископа Агафодора (Преображенского) в 1919 году назначен управляющим Ставропольской епархией.
С 1920 года в эмиграции, участник Карловацкого собора 1921 года, член Архиерейского синода Русской православной церкви заграницей.
17 января 1922 года, согласно положению о Высшем русском церковном управлении заграницей, назначен членом Церковного совета из состава Российского заграничного синода.
В эмиграции жил в монастыре Гргетег в Сербии в 15 вёрстах от города Сремских Карловиц.
Скончался 9 (22) сентября 1925 года в монастыре Гргетег. Отпевание и погребение состоялось 11 (24) сентября.